# باول فينكلر
باول فينكلر (بالألمانية: Paul Winkler)‏ هو مخرج ألماني، ولد في 22 يونيو 1939 في هامبورغ في ألمانيا.

## وصلات خارجية
- باول فينكلر على موقع IMDb (الإنجليزية)
- باول فينكلر على موقع قاعدة بيانات الفيلم (الإنجليزية)